# Publi Celi
|  | Per a altres significats, vegeu «Publi Celi (militar)». |

Publi Celi (llatí: Publius Cælius) va ser un magistrat romà probablement fill de Publi Celi. Formava part de la gens Cèlia, que es deien descendents dels etruscs.
La magistratura més important que va exercir va ser la de pretor, juntament amb Verres l'any 74 aC.